# Muzio Oddi
Muzio Oddi (Urbino, 15 dicembre 1569 – Urbino, 15 dicembre 1639) è stato un ingegnere, matematico e gnomonista italiano.

## Biografia
Nasce il 15 dicembre 1569 da Lattanzio Oddi e Lisabetta Genga.
Viene istruito inizialmente in eloquenza e filosofia, per poi dedicarsi al disegno e alla prospettiva sotto il maestro Federico Barocci. Si trasferisce a Pesaro per frequentare la scuola di Guidobaldo del Monte, uno dei maggiori discepoli di Federico Commandino.
Viene segnalato ospite in Spagna e Francia in qualità di ingegnere militare e capitano delle artiglierie.
Dopo alcuni anni torna in Italia, nel Ducato d'Urbino in qualità di cortigiano e ingegnere del ducato, sotto la guida del duca Francesco Maria II della Rovere, si distingue per il suo carattere modesto, cortese e per le sue buone maniere. Questo periodo fortunato e tranquillo, viene interrotto nel 1601 da uno tragico evento: viene incolpato (ingiustamente a sentire la ricostruzione di Carlo Grossi) di essere complice (assieme al marchese Ippolito Della Rovere, già in cattivi rapporti con Francesco Maria II) di una macchinazione ai danni del duca di Urbino. Dopo un processo sommario, venne incarcerato e tenuto in isolamento per 4 anni. Successivamente viene spostato in altro carcere, in condizioni meno dure ma comunque difficili. È in questo buio periodo di prigionia che compone alcune delle sue opere: i due libri sugli orologi solari e il trattato sullo squadro.
Dopo nove anni di prigioni, nel 1609, Muzio Oddi viene scarcerato e inviato a Milano. Ottiene la cattedra di professore di matematica e si afferma professionalmente. In questo periodo milanese dà alle stampe le sue opere, preparate in prigione, nel 1614 pubblica De gli horologi solari nelle superficie piane (dedicato al conte Giangiacomo Teodoro Trivulzio, probabilmente suo protettore), nel 1625 un trattato sullo squadro agrimensorio Dello squadro. Nel 1626 è coinvolto nella progettazione delle fortificazioni cittadine; è in questa occasione che viene ritratto in una medaglia commemorativa.
Successivamente sembra rientrare nella grazia del duca di Urbino che muore di lì a poco, nel 1631. Nel 1631 diventa architetto del Santuario della Santa Casa di Loreto, nel 1633 pubblica il libro sul compasso polimetro. Nel 1636 abbandona il ruolo di architetto a Loreto ed è impegnato nel cantiere delle Mura di Lucca. Successivamente torna ad Urbino come professore di matematica, ruolo ricoperto fino alla morte. Nel 1638 pubblica il secondo libro sugli orologi solari De gli horologi solari, anche questa opera è stata composta nel periodo di prigionia. Dopo aver ricoperto il ruolo di Gonfaloniere ad Urbino, muore nel 1639, nel giorno del suo settantesimo compleanno.
Di lui si conservano alcuni scambi epistolari con Cristoforo Clavio ed altri personaggi illustri dell'ambiente culturale dell'epoca.

## Opere

### Edite

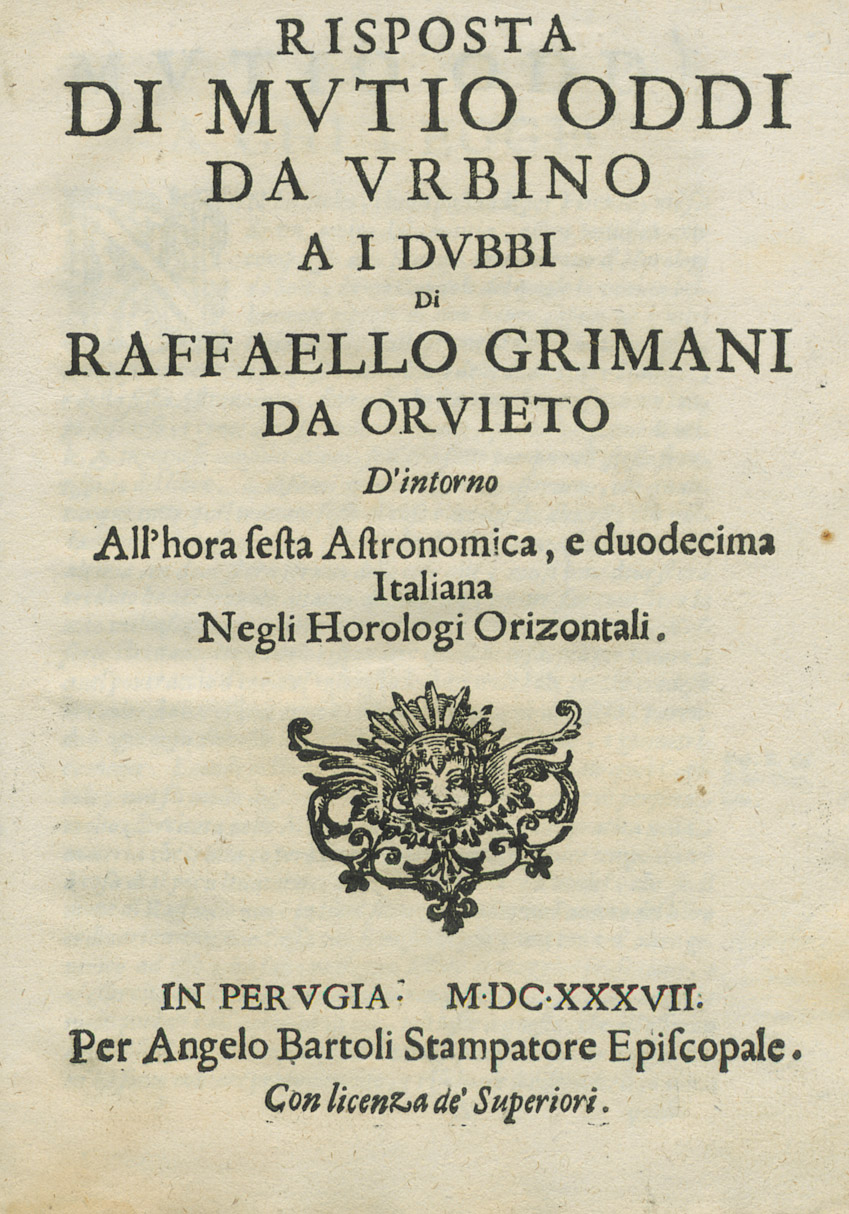
Risposta d'intorno all'hora sesta astronomica e duodecima italiana negli horologi orizontali, 1637

- Muzio Oddi, De gli horologi solari nelle superficie piane, Per Giacomo Lantoni, 1614.
- Muzio Oddi, Dello Squadro Trattato, appresso Bartolomeo Fobella (per Giacomo Lantoni), 1625.
- Muzio Oddi, Fabrica et vso del compasso polimetro di Mutio Oddi .., appresso Francesco Fobella, 1633.
- Muzio Oddi, Risposta a i dubbi di Raffaello Grimani d'intorno all'hora sexta astronomica ..., 1637.
- Muzio Oddi, De gli horologi solari trattato di Mutio Oddi da Vrbino, per il Ginammi, 1638. (GB)
- Muzio Oddi, I Gheribizzi di Muzio Oddi, Accademia Raffaello, 2005, ISBN 978-88-87573-21-3.

### Inedite
Nella biografia su Oddi scritta da Carlo Promis per il Giornale di scienze, lettere ed arti, le seguenti opere sono indicate come inedite (nell'elenco appariva anche il succitato I Gheribizzi, edito nel 2005). Tali opere sono comunque state citate o utilizzate come fonti da altri autori, in particolare il Catalogo degli artefici illustri d'Urbino.
- Muzio Oddi, Cose di architettura militare e singolarmente delle mura di Lucca.
- Muzio Oddi, Principii di geometria.
- Muzio Oddi, Volgarizzamento del trattato del centro di gravità dei solidi di Federico Comandino.
- Muzio Oddi, Catalogo degli artefici illustri d'Urbino.[2]
- Muzio Oddi, Carteggio con Camillo, Piermatteo e Girolamo Giordani.[3]

## Fonti
- Carlo Promis, Vita di Muzio Oddi : ingegnere e matematico (1569-1639), Torino, Giuseppe Pomba e C. editori, 1848, OCLC 1048585079.
- Nicola Severino, Oddi Muzio: Gnomonista Coraggioso (PDF), su nicolaseverino.it, 2007. URL consultato il 5 agosto 2010 (archiviato dall'url originale il 4 marzo 2016).
- Carlo Grossi, Degli Uomini Illustri di Urbino Commentario, Urbino, Vincenzo Guerrini, 1819.
- Alexander Marr, Between Raphael and Galileo: Mutio Oddi and the Mathematical Culture of Late Renaissance Italy, University of Chicago Press, 2011, ISBN 978-0-226-50628-9.